# Jezid III. ibn al-Walid
Yazid ibn al-Walid ibn 'Abd al-Malik ili Yazid III (701. – 3/4. listopada 744.) (arapski  يزيد ابن الوليد ابن عبد الملك) bio je omejadski kalif koji je vladao šest mjeseci - od 15. travnja do smrti 3/4. listopada 744. godine.
Bio je sin kalifa Valida I i perzijske princeze koja je kalifu poklonjena kao konkubina. Perzijski povjesničar Al-Tabari citira pjesmu u kojoj se Jezid hvali svojim perzijskim podrijetlom, a opisuje ga kao "visokog i naočitog".
Jezid je pozornost svojih suvremenika daleko više privukao time što je otvoreno kritizirao svog brata, kalifa Valida II, koga je optuživao za pijančevanje,  "nemoral" i diskriminaciju nearapskih muslimana. Validovo utamničenje i mučenje popularnog generala Sulejmana ibn Hišama je dovelo do eskalacije nezadovoljstva i oružane pobune na čije je čelo stao general Marvan ibn Muhamed. U njoj je al-Valid poginuo, a Jezid je postao novi kalif.
Jezid je po dolasku na vlast obećao kako će sniziti poreze, ukinuti ugnjetavanje dotada potlačenih te abdicirati nakon što islamsku državu dovede u red. Za nasljednika je odabrao svog brata Ibrahima. Međutim, nije dugo vladao. Nakon nepunih šest mjeseci je umro, što povijesni izvori pripisuju tumoru mozga. Njegova je smrt izazvala novi građanski rat, jer je Marvan ibn Muhamed odbio prihvatiti Ibrahima za novog kalifa.